# Komenda Rejonu Uzupełnień Rzeszów

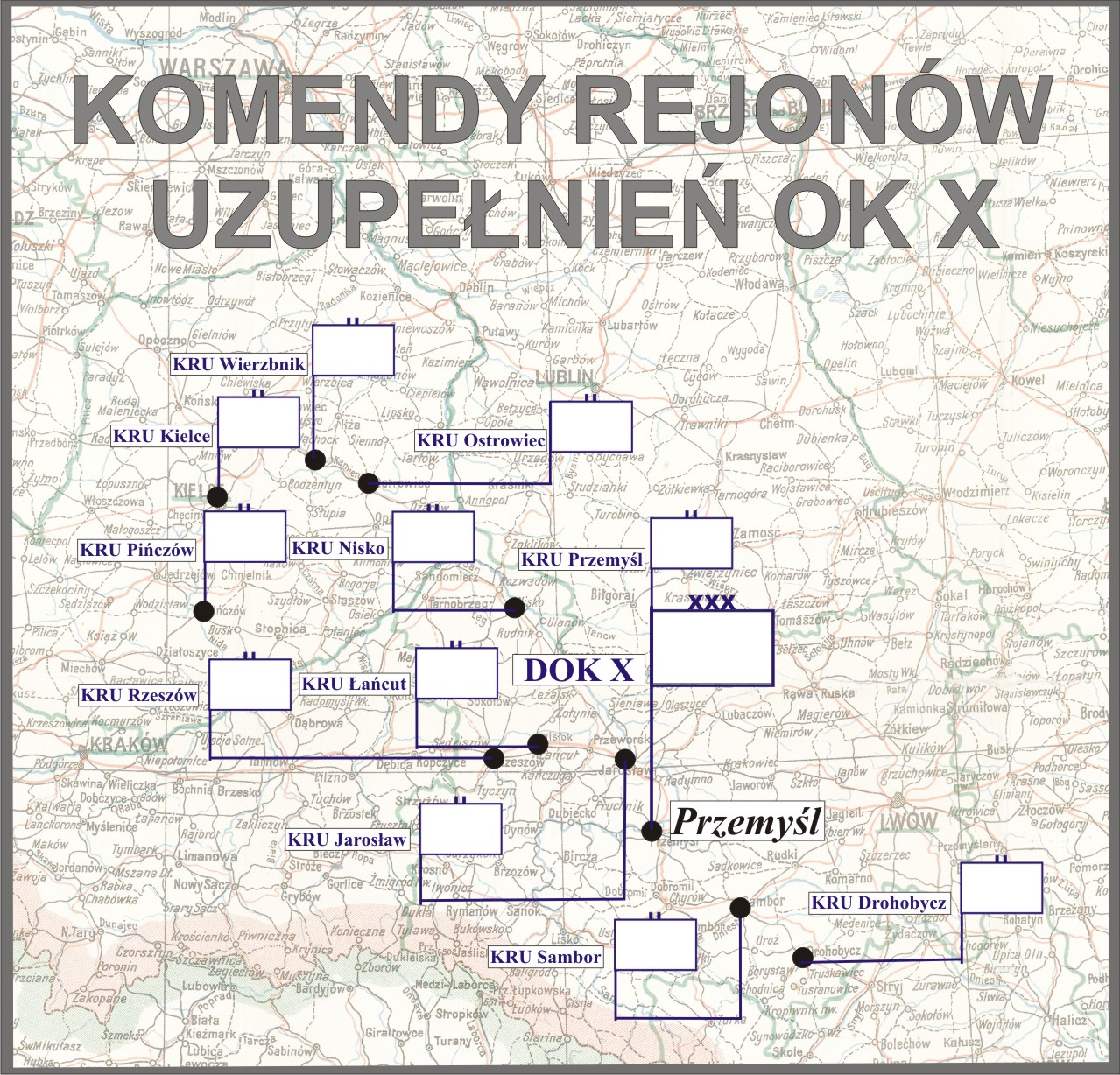
Komendy rejonów uzupełnień OK X

Komenda Rejonu Uzupełnień Rzeszów (KRU Rzeszów) – organ wojskowy właściwy w sprawach uzupełnień Sił Zbrojnych II Rzeczypospolitej i administracji rezerw w powierzonym mu rejonie.

## Formowanie i zmiany organizacyjne
27 grudnia 1918 galicyjskie tymczasowe urzędy poborowe zostały przekształcone w powiatowe komendy uzupełnień. W tym dniu minister spraw wojskowych ustanowił XXI Powiatową Komendę Uzupełnień w Rzeszowie obejmującą powiaty: kolbuszowski, mielecki, ropczycki, rzeszowski, strzyżowski, tarnobrzeski, krośnieński i brzozowski. XXI PKU w Rzeszowie znajdowała się na terenie Okręgu Generalnego „Kraków” i podlegała Okręgowej Komendzie Uzupełnień w Krakowie.
Komenda, jako władza zaciągowa pierwszej instancji realizowała zadania i wykonywała obowiązki wynikające z Tymczasowej ustawy o powszechnym obowiązku służby wojskowej, która weszła w życie 29 października 1918 roku. Ponadto komenda przejęła zadania dotychczasowych Głównych Urzędów Zaciągu do Wojska Polskiego w zakresie: przyjmowania zgłoszeń ochotników do wojska i agitacji werbunkowej, przyjmowanie podań o przyjęcie do wojska wnoszonych przez oficerów i żołnierzy byłych I, II i III Korpusów Polskich w Rosji oraz armii austriackiej, rosyjskiej i niemieckiej, przyjmowanie podań o przyjęcie do szkół podoficerskich i szkół podchorążych, a także przyjmowanie podań o przyjęcie na kursy żandarmerii.
Organami pomocniczymi i wykonawczymi PKU byli oficerowie ewidencyjni. Wspomniani oficerowie realizowali zadania PKU w powierzonym im powiecie. Każdy oficer ewidencyjny miał do pomocy jednego pisarza i jednego szeregowego (ordynansa kancelaryjnego).
W czerwcu 1921 roku PKU Rzeszów była podporządkowana Dowództwu Okręgu Generalnego „Kraków” i obejmowała swoją właściwością powiaty: kolbuszowski, mielecki, ropczycki, rzeszowski, strzyżowski i tarnobrzeski.
15 listopada 1921 roku, po wprowadzeniu podziału kraju na dziesięć okręgów korpusów oraz wprowadzeniu pokojowej organizacji służby poborowej, dotychczasowa PKU 17 pp została przemianowana na Powiatową Komendę Uzupełnień Rzeszów, podporządkowana Dowództwu Okręgu Korpusu Nr X w Przemyślu i obejmowała swoją właściwością powiaty: mielecki, pilzneński, ropczycki i rzeszowski. Powiat pilzneński został wyłączony z PKU 16 pp w Tarnowie, natomiast powiaty kolbuszowski i tarnobrzeski włączone do PKU Nisko w Łańcucie, zaś powiat strzyżowski włączony do PKU Jasło w Sanoku.
Z dniem 1 czerwca 1922 roku została zlikwidowana gospoda inwalidzka przy PKU Rzeszów.
18 listopada 1924 roku weszła w życie ustawa z dnia 23 maja 1924 roku o powszechnym obowiązku służby wojskowej, a 15 kwietnia 1925 roku rozporządzenie wykonawcze ministra spraw wojskowych do tejże ustawy, wydane 21 marca tego roku wspólnie z ministrami: spraw wewnętrznych, zagranicznych, sprawiedliwości, skarbu, kolei, wyznań religijnych i oświecenia publicznego, rolnictwa i dóbr państwowych oraz przemysłu i handlu. Wydanie obu aktów prawnych wiązało się z przejęciem przez władze cywilne (administracji I instancji) większości zadań związanych z przygotowaniem i przeprowadzeniem poboru. Przekazanie większości zadań władzom cywilnym umożliwiło organom służby poborowej zajęcie się wyłącznie racjonalnym rozdziałem rekruta oraz ewidencją i administracją rezerw. Do tych zadań dostosowana została organizacja wewnętrzna powiatowych komend uzupełnień i ich składy osobowe. Poszczególne komendy różniły się między sobą składem osobowym w zależności od wielkości administrowanego terenu.
Zadania i nowa organizacja PKU określone zostały w wydanej 27 maja 1925 roku instrukcji organizacyjnej służby poborowej na stopie pokojowej. W skład PKU Rzeszów wchodziły dwa trzy referaty: I) referat administracji rezerw, II) referat poborowy i referat inwalidzki. Nowa organizacja i obsada służby poborowej na stopie pokojowej według stanów osobowych L. O. I. Szt. Gen. 3477/Org. 25 została ogłoszona 4 lutego 1926 roku. Z tą chwilą zniesione zostały stanowiska oficerów ewidencyjnych.
12 marca 1926 roku została ogłoszona obsada personalna Przysposobienia Wojskowego, zatwierdzona rozkazem Dep. I L. 6000/26 przez pełniącego obowiązki szefa Sztabu Generalnego gen. dyw. Edmunda Kesslera, w imieniu ministra spraw wojskowych. Zgodnie z nową organizacją pokojową Przysposobienia Wojskowego zostały zlikwidowane stanowiska oficerów instrukcyjnych przy PKU, a w ich miejsce utworzone rozkazem Oddz. I Szt. Gen. L. 7600/Org. 25 stanowiska oficerów przysposobienia wojskowego w pułkach piechoty.
Od 1926 roku, obok ustawy o powszechnym obowiązku służby wojskowej i rozporządzeń wykonawczych do niej, działalność PKU Rzeszów normowała „Tymczasowa instrukcja służbowa dla PKU”, wprowadzona do użytku rozkazem MSWojsk. Dep. Piech. L. 100/26 Pob.
Z dniem 1 października 1927 roku powiaty mielecki, pilzneński i ropczycki zostały wyłączone z PKU Rzeszów i włączone do nowo powstałej PKU Dębica na obszarze Okręgu Korpusu Nr V. Jednocześnie powiaty kolbuszowski i strzyżowski zostały wyłączone z PKU Nisko oraz PKU Jasło w Sanoku i włączone do PKU Rzeszów.
W marcu 1930 roku PKU Rzeszów była nadal podporządkowana DOK X w Przemyślu i administrowała powiatami: kolbuszowskim, strzyżowskim i rzeszowskim. W grudniu tego roku komenda posiadała skład osobowy typ II.
31 lipca 1931 roku gen. dyw. Kazimierz Fabrycy, w zastępstwie ministra spraw wojskowych, rozkazem B. Og. Org. 4031 Org. wprowadził zmiany w organizacji służby poborowej na stopie pokojowej. Zmiany te polegały między innymi na zamianie stanowisk oficerów administracji w PKU na stanowiska oficerów broni (piechoty) oraz zmniejszeniu składu osobowego PKU typ I–IV o jednego oficera i zwiększeniu o jednego urzędnika II kategorii. Liczba szeregowych zawodowych i niezawodowych oraz urzędników III kategorii i niższych funkcjonariuszy pozostała bez zmian.
11 listopada 1931 roku ogłoszono nadanie Krzyża Niepodległości st. sierż. Stanisławowi Kiesiowi z PKU Rzeszów.
Z dniem 1 kwietnia 1932 roku powiat strzyżowski został zniesiony, a jego terytorium włączone do powiatów rzeszowskiego i krośnieńskiego.
1 lipca 1938 roku weszła w życie nowa organizacja służby uzupełnień, zgodnie z którą dotychczasowa PKU Rzeszów została przemianowana na Komendę Rejonu Uzupełnień Rzeszów przy czym nazwa ta zaczęła obowiązywać 1 września 1938 roku, z chwilą wejścia w życie ustawy z dnia 9 kwietnia 1938 roku o powszechnym obowiązku wojskowym. Obok wspomnianej ustawy i rozporządzeń wykonawczych do niej, działalność KRU Rzeszów normowały przepisy służbowe MSWojsk. D.D.O. L. 500/Org. Tjn. Organizacja służby uzupełnień na stopie pokojowej z 13 czerwca 1938 roku. Zgodnie z tymi przepisami komenda rejonu uzupełnień była organem wykonawczym służby uzupełnień .
Komendant rejonu uzupełnień w sprawach dotyczących uzupełnień Sił Zbrojnych i administracji rezerw podlegał bezpośrednio dowódcy Okręgu Korpusu Nr X, który był okręgowym organem kierowniczym służby uzupełnień. Rejon uzupełnień obejmował powiaty: rzeszowski i kolbuszowski.
KRU Rzeszów była jednostką mobilizującą. Pod względem mobilizacji materiałowej była przydzielona do 17 pułku piechoty w Rzeszowie. Zgodnie z planem mobilizacyjnym „W” komendant rejonu uzupełnień był odpowiedzialny za przygotowanie i przeprowadzenie mobilizacji baonu wartowniczego nr 105. Wymieniony oddział był mobilizowany w Rzeszowie, w I rzucie mobilizacji powszechnej z wyjątkiem kompanii wartowniczej nr 1/105, która była mobilizowana w alarmie, w grupie jednostek oznaczonych kolorem czerwonym. Zmobilizowany batalion należał pod względem ewidencyjnym do Ośrodka Zapasowego 24 Dywizji Piechoty.
W razie mobilizacji KRU Rzeszów funkcjonowała na podstawie etatu pokojowego, a w czasie wojny przynależała pod względem ewidencji i uzupełnień do OZ 24 DP.

## Obsada personalna
Poniżej przedstawiono wykaz oficerów zajmujących stanowisko komendanta Powiatowej Komendy Uzupełnień i komendanta rejonu uzupełnień oraz wykaz osób funkcyjnych (oficerów i urzędników wojskowych) pełniących służbę w PKU i KRU Rzeszów, z uwzględnieniem najważniejszych zmian organizacyjnych przeprowadzonych w 1926 i 1938 roku.
| Komendanci                            | Komendanci              | Komendanci                                     |
| ------------------------------------- | ----------------------- | ---------------------------------------------- |
| Stopie, imię i nazwisko               | Okres pełnienia funkcji | Kolejne stanowisko (dalsze losy)               |
| płk piech. Władysław Gostomski        | 27 XII 1918 – VI 1920   | dyspozycja Dowództwa Okręgu Generalnego Poznań |
| mjr / ppłk piech. Juliusz Strumieński | 1923 – II 1927          | skierowany na dwumiesięczny urlop              |
| mjr tab. Henryk Szwajkowski           | II 1927 – X 1930        | dowódca 10 dtab                                |
| mjr piech. Eugeniusz Butyter          | XI 1930 – 1939          |                                                |

| Obsada personalna XXI PKU w dniu 27 grudnia 1918 roku | Obsada personalna XXI PKU w dniu 27 grudnia 1918 roku |
| ----------------------------------------------------- | ----------------------------------------------------- |
| komendant                                             | płk piech. Władysław Gostomski                        |
| zastępca komendanta                                   | kpt. Karol Rozdół                                     |
| oficer ewidencyjny w Rzeszowie                        | por. Stanisław Mleczko                                |
| oficer ewidencyjny w Tarnowie                         | ppor. Jan Zięba                                       |
| oficer ewidencyjny w Kolbuszowej                      | ppor. Henryk Cioma                                    |
| oficer ewidencyjny w Mielcu                           | ppor. Juda Rotter                                     |
| oficer ewidencyjny w Ropczycach                       | ppor. Stanisław Stuligłowa                            |
| oficer ewidencyjny w Strzyżowie                       | chor. Mendel Hellman                                  |
| oficer ewidencyjny w Krośnie                          | chor. Andrzej Żołądź                                  |
| oficer ewidencyjny w Brzozowie                        | chor. Czesław Groszek                                 |

| Obsada pozostałych stanowisk funkcyjnych PKU w latach 1921–1925 | Obsada pozostałych stanowisk funkcyjnych PKU w latach 1921–1925 | Obsada pozostałych stanowisk funkcyjnych PKU w latach 1921–1925 | Obsada pozostałych stanowisk funkcyjnych PKU w latach 1921–1925 |
| --------------------------------------------------------------- | --------------------------------------------------------------- | --------------------------------------------------------------- | --------------------------------------------------------------- |
| I referent                                                      | mjr / ppłk piech. Ludwik Ott                                    | do IV 1924                                                      | komendant PKU Królewska Huta                                    |
| I referent                                                      | kpt. kanc. Emil Antoni Hawliczek                                | od V 1924                                                       |                                                                 |
| II referent                                                     | urzędnik wojsk. IX rangi / kpt. kanc. Emil Antoni Hawliczek     | do V 1924                                                       | I referent                                                      |
| II referent                                                     | por. kanc. Antoni Horakowski                                    | od V 1924                                                       |                                                                 |
| referent inwalidzki                                             | chor. Wilhelm Schreiber                                         | od III 1925                                                     |                                                                 |
| oficer instrukcyjny                                             | por. / kpt. piech. Antoni II Krupa                              | 1923 – II 1926                                                  | 17 pp                                                           |
| oficer ewidencyjny na powiat mielecki                           | por. kanc. Wilhelm Handl                                        | II – V 1925                                                     | OE Czarnków PKU Szamotuły                                       |
| oficer ewidencyjny na powiat mielecki                           | por. kanc. Franciszek Szarnagel                                 | V – XII 1925                                                    | kierownik kancelarii Komendy m. Warszawy                        |
| oficer ewidencyjny na powiat pilzneński                         | urzędnik wojsk. XI rangi / por. kanc. Antoni Horakowski         | do V 1924                                                       | II referent                                                     |
| oficer ewidencyjny na powiat pilzneński                         | por. kanc. Adolf Jan Zaleski                                    | od X 1924                                                       |                                                                 |
| oficer ewidencyjny na powiat ropczycki                          | urzędnik wojsk. XI rangi / por. kanc. Stanisław Stuligłowa      | 1923 – 1924                                                     |                                                                 |
| oficer ewidencyjny na powiat rzeszowski                         | urzędnik wojsk. XI rangi Wilhelm Schreiber                      | od 1 XII 1923                                                   |                                                                 |
| Obsada pozostałych stanowisk funkcyjnych PKU w latach 1926–1938 |                                                                 |                                                                 |                                                                 |
| kierownik I referatu administracji rezerw i zastępca komendanta | mjr tab. Henryk Szwajkowski                                     | II 1926 – II 1927                                               | komendant PKU                                                   |
| kierownik I referatu administracji rezerw i zastępca komendanta | kpt. kanc. Emil Antoni Hawliczek                                | II 1927 – 28 I 1929                                             | dyspozycja dowódcy OK X                                         |
| kierownik I referatu administracji rezerw i zastępca komendanta | mjr piech. Włodzimierz Swoiński                                 | p.o. III – VIII 1929                                            | dyspozycja dowódcy OK X                                         |
| kierownik I referatu administracji rezerw i zastępca komendanta | kpt. piech. Józef Abratowski                                    | XII 1929 – VI 1938                                              | kierownik I referatu KRU                                        |
| kierownik II referatu poborowego                                | kpt. kanc. Emil Antoni Hawliczek                                | II 1926 – II 1927                                               | kierownik I referatu                                            |
| kierownik II referatu poborowego                                | kpt. piech. Józef Abratowski                                    | VIII 1927 – XII 1929                                            | kierownik I referatu                                            |
| kierownik II referatu poborowego                                | kpt. piech. Walenty Rzucidło                                    | XI 1930 – 31 XII 1932                                           | stan spoczynku                                                  |
| kierownik II referatu poborowego                                | kpt. piech. Wiktor Emanuel Janoszek                             | 1933 – VI 1938                                                  | kierownik II referatu KRU                                       |
| referent                                                        | por. kanc. Adolf Jan Zaleski                                    | II 1926 – XI 1930                                               | płatnik 10 dtab                                                 |
| referent inwalidzki                                             | por. kanc. Antoni Horakowski                                    | od II 1926                                                      |                                                                 |
| Obsada pozostałych stanowisk funkcyjnych PKU w latach 1938–1939 |                                                                 |                                                                 |                                                                 |
| kierownik I referatu ewidencji                                  | kpt. adm. (piech.) Józef Abratowski †1940 Katyń                 | był w III 1939                                                  |                                                                 |
| kierownik II referatu uzupełnień                                | kpt. adm. (piech.) Wiktor Emanuel Janoszek                      | był w III 1939                                                  |                                                                 |